# The Burbank Studios
The Burbank Studios est un studio de tournage dédié aux productions cinématographiques et télévisuelles situé à Burbank au nord de Los Angeles sur Alameda Avenue. De nombreuses émissions et séries ont été et sont enregistrées dans ce studio.
Ces studios sont surtout connus comme ceux de NBC. 

## Historique

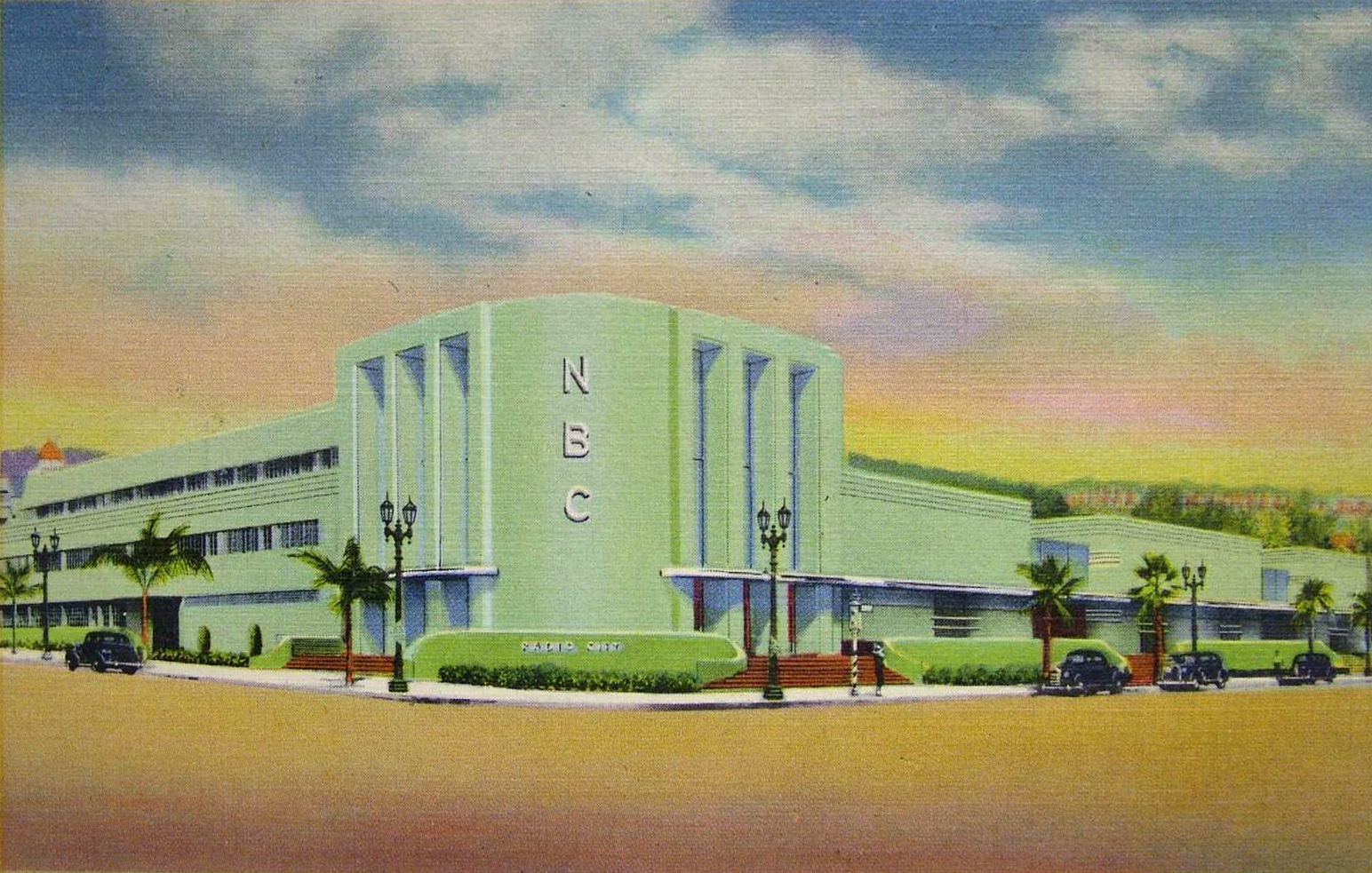
Les West Coast Radio City situés à l'angle de Hollywood Boulevard et Vine Street.

En 1949, RCA maison mère de NBC achète un terrain à Jack Warner, l'un des fondateurs de Warner Bros., terrain qui servait de décors naturels aux Warner Bros. Studios situés de l'autre côté de la voie rapide Ventura Freeway.
En septembre 1952, le premier édifice à sortir de terre est l'Administration Building (renommé Hope Building) rapidement suivi par un second bâtiment comprenant deux plateaux de tournage (Stage 1 et Stage 3) et des lieux de répétition. Les deux bâtiments sont reliés par un souterrain passant sous la voie servant d'entrée principale. Les deux plateaux comprenaient 350 places assises pour le public mais elles ont été supprimées dans le stage 3 en 1959. Le Stage 1 comprend en sous-sol une piste de bowling utilisée par Danny Kaye. Les Stages 2 et 4 construit dans la foulée comportent des gradins amovibles et le Stage 4 possède une piscine utilisée par Esther Williams pour des ballets aquatiques. Le bassin a été supprimé en 1959 en raison de problème d'étanchéité.
Le 27 mars 1955, les NBC Color City Studios sont inaugurés. Ces studios de télévision servent pour tourner des émissions en couleurs pour la chaîne KRCA qui n'emménage qu'en 1962. Les anciens studios de KRCA, les West Coast Radio City situés à l'angle de Hollywood Boulevard et Vine Street, construit par l'architecte John C. Austin dans un style Streamline Moderne sont détruits en 1964 et remplacés par une banque.
En novembre 1962, l'arrivée de KRCA dans les locaux provoque son renommage en KNBC.
Durant de nombreuses années NBC produit des séries et émissions télévisées dans le studio
En octobre 2007, à la suite du rachat de NBC par Universal, NBCUniversal annonce qu'il vend le site à Worthe Real Estate Group, continuera à le louer et abandonnera le site en mai 2013, déplaçant progressivement les productions aux Universal Studios tout proche. Un nouveau centre de télévision pour NBC doit ainsi être construit au sein des studios Universal en réaménagent l'ancien Technicolor Building.
Le 15 avril 2019, Warner Bros. Entertainment annonce que le Warner Bros. Ranch va être vendu à Worthe Real Estate Group et Stockbridge Real Estate Fund dans le but d’intégrer les Burbank Studios plus proche des studios principaux. Au travers de cet accord, Warner Bros. Entertainment sera le seul locataire des Burbank Studios et deux nouveaux bâtiments de l’architecte Frank Gehry seront construits pour l’entreprise. L’inauguration est prévue pour 2023, date du 100e anniversaire de Warner Bros. Entertainment.